# Poikilacanthus novogalicianus
Poikilacanthus novogalicianus là một loài thực vật có hoa trong họ Ô rô. Loài này được T.F.Daniel miêu tả khoa học đầu tiên năm 1991.